# باريس تحت حكم نابليون

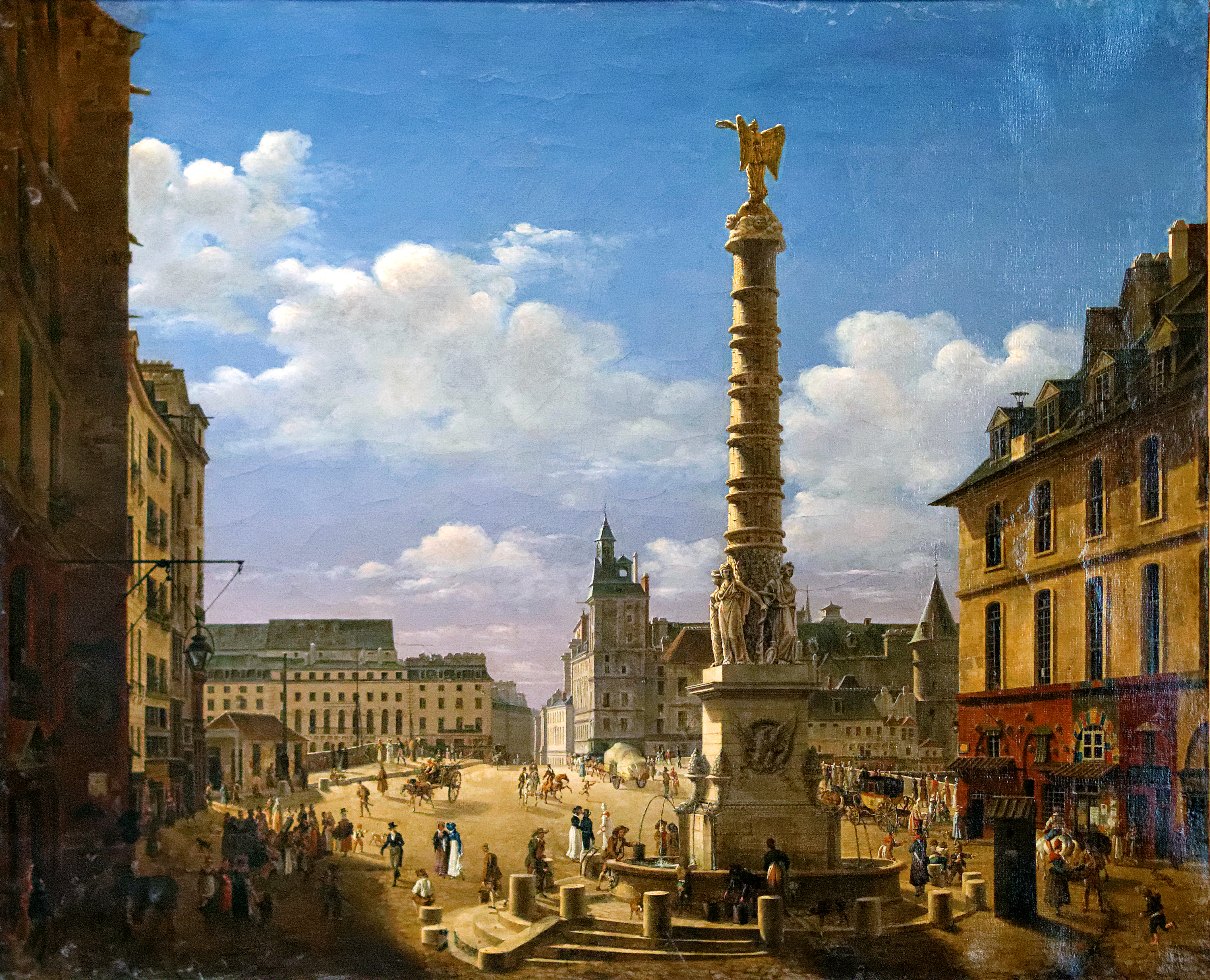
باريس 1810

انتقل القنصل الأول نابليون بونابرت إلى قصر التويليري في 19 فبراير 1800، وبدأ على الفور في إعادة الهدوء والنظام إلى المدينة بعد سنوات من الشكوك والرعب من اندلاع الثورة فيها. وتصالح مع الكنيسة الكاثوليكية، فعقد القداس مرة أخرى في كاتدرائية نوتردام دو باري، وسمح للكهنة بارتداء الملابس الكنسية وللكنائس بقرع أجراسها من جديد. ألغى نابليون منصب عمدة باريس المنتخب واستبدله بمحافظ نهر السين ومدير شرطة من تعيينه، بهدف إعادة النظام إلى المدينة المتمردة. كان لكل من المقاطعات الإثني عشر رئيس بلدية خاص بها، ولكن اقتصرت سلطتهم على تنفيذ المراسيم الصادرة عن وزراء نابليون.
بدأ نابليون سلسلةً من المشاريع لتحويل باريس إلى عاصمة إمبراطورية منافسة لروما القديمة بعد أن توج نفسه إمبراطورًا في 2 ديسمبر 1804. بنى النصب التذكارية للمجد العسكري الفرنسي، بما في ذلك قوس الكاروسيل، وعمود فوندوم، وما عُرف لاحقًا باسم كنيسة مادلين، التي كانت هدفت بالأساس لتكون معبدًا للأبطال العسكريين؛ وبدأ بناء قوس النصر. وأنشأ شارعًا جديدًا واسعًا يُدعى رو دو ريفولي (شارع الثورة)، يصل بين ميدان الكونكورد وميدان الأهرامات لتحسين حركة المرور في وسط باريس. كما أجرى تحسينات مهمة على مجاري المدينة وإمدادات المياه الخاصة بها، بما في ذلك القناة القادمة من نهر أورك؛ إضافةً إلى عشرات النوافير الجديدة، بما فيها نافورة شجرة النخيل في قصر شاتليه، وثلاثة جسور جديدة. جسر إينا وجسر أوسترليتز وجسر الفنون (1804)، أول جسر حديدي في باريس. تحول متحف اللوفر إلى متحف نابليون، وعُرض العديد من الأعمال الفنية التي أحضرها من حملاته العسكرية في إيطاليا والنمسا وهولندا وإسبانيا في جناح من القصر السابق؛ وعمل على عسكرة المدارس الكبرى وإعادة تنظيمها لتدريب المهندسين والإداريين.
نما عدد سكان باريس من 546,856 إلى 622,636 بين عامي 1801 و1811، وهو ما يقرب من عدد السكان قبل الثورة الفرنسية، وبحلول عام 1817 وصل هذا العدد إلى 713,966. عانت باريس من الحرب والحصار خلال فترة حكم نابليون بونابرت، لكنها احتفظت بمكانتها كعاصمة أوروبية للأزياء والفنون والعلوم والتعليم والتجارة. احتلت الجيوش البروسية والإنجليزية والألمانية المدينة بعد سقوطه عام 1814، واستُعيدت رموز النظام الملكي مع نجاة معظم آثار نابليون وبعض مؤسساته الجديدة، بما في ذلك شكل حكومة المدينة، وإدارة الإطفاء، والمدارس الكبرى المحدثة.

## الباريسيون
كان من المتوقع أن يصل عدد سكان باريس في عام 1811، إلى 546,856 نسمة، وفقًا للإحصاء الذي أجرته الحكومة في عام 1801، ولكنه ارتفع إلى 622,636 نسمة.
عاش أغنى الباريسيين في الأحياء الغربية للمدينة، على طول شارع الشانزليزيه والحي المحيط بميدان فوندوم، في حين تمركز أفقر الباريسيين في الشرق حول جبل سانت جافيف في الدائرة السابعة الحديثة، وفي فوبورغ سانت مارسيل وفوبورغ سانت أنتونيو.
تنوع سكان المدينة باختلاف الفصول؛ توجه نحو 30 إلى 40 ألف عامل من مختلف المناطق الفرنسية إلى باريس سنويًا بين مارس ونوفمبر؛ بما فيهم البنائين وعمال مقالع الحجارة، الذين أتوا من وسط ماسيف ونورماندي للعمل في تشييد المباني، والنساجين والصباغين، من بلجيكا وفلاندرز، وغيرهم من العمال غير المهرة من مناطق جبال الألب، الذين عملوا كنّاسين وحمالين في الشوارع. وكان جميع هؤلاء العمال يعودون إلى ديارهم خلال أشهر الشتاء بما يكسبونه.

### الطبقة الأرستقراطية القديمة والجديدة
كانت الطبقة الأرستقراطية، القديمة والجديدة، في قمة الهيكل الاجتماعي لباريس. كان عدد النبلاء القدامى في باريس يتراوح بين 15 و17 ألف شخص، أي حوالي ثلاثة بالمائة من السكان، في عام 1788 قبل الثورة. وعاد معظم من نجا من الإعدام أثناء الإرهاب وفر إلى إنجلترا وألمانيا وإسبانيا وروسيا وحتى الولايات المتحدة. إلى باريس في عهد نابليون، ووجد الكثير منهم مناصب في البلاط الإمبراطوري الجديد والحكومة، وبنوا منازل جديدة، معظمها في المنطقة المحيطة بشارع الشانزليزيه. وانضم إليهم أبناء الطبقة الأرستقراطية الجديدة التي أنشأها نابليون، والتي ضمت جنرالاته ووزرائه وخدامه، فضلًا عن المصرفيين والصناعيين وأولئك الذين قدموا الإمدادات العسكرية؛ بعدد إجمالي وصل إلى ثلاثة آلاف شخص تقريبًا. غالبًا ما أقام الأرستقراطيون الجدد تحالفات عن طريق الزواج مع العائلات القديمة، التي كانت بحاجة إلى المال. قال أحد الأرستقراطيين القدامى، دوق مونتمورنسي، للمارشال جان دو ديو سولت، الذي جعله نابليون دوقًا «أنت دوق، لكن ليس لديك أسلاف!» ليجيبه سولت، «هذا صحيح. نحن سنكون الأسلاف».
اشترى أغنى الباريسيون وأكثرهم تميزًا خلال الإمبراطورية الأولى منازل البلدات الواقعة بين القصر الملكي وقصر النجم، خاصة في شارع دو فوبورغ سانت أونوريه وشوسي دي أنتين؛ وعاش جوزيف بونابرت، الأخ الأكبر للإمبراطور نابليون، في البناء 31 في شارع دو فوبورج سانت أونوريه، أما أخته بولين فقد سكنت في البناء 39 والمارشال لويس ألكسندر بيرتهير في البناء رقم 35، والمارشال بون أدريان جانوت دو مونكاي في البنا رقم 63، والمارشال يواكيم مورات في البناء رقم 55، والذي أصبح الآن قصر الإليزيه، المقر الرسمي لرؤساء فرنسا. عاشت جولييت ريكامييه في البناء رقم 9 على رصيف دانتين، والجنرال جان فيكتور ماري مورو في البناء الرقم 20، والكاردينال فيش، عم الإمبراطور نابليون، في البناء رقم 68. استقرت شخصيات أخرى من الإمبراطورية الأولى على الضفة اليسرى للمدينة، في فوبورج سانت جيرمان؛ عاش يوجين دو بوارنييه، ابن الإمبراطورة جوزفين، في البناء رقم 78 شارع دو ليل، لوتشيانو بونابرت، الأخ الأصغر للإمبراطور، في البناء رقم 14 في شارع سانت دومينيك، والمارشال لويس نيكولا دافوت في البناء رقم 57 ولاحقًا في البناء رقم 59 في نفس الشارع.